# 盖伊·川崎
盖伊·武夫·川崎（英語：Duke Takeshi Kawasaki，1954年8月30日—），美国市场营销专家、作家、硅谷风险投资家。他是苹果公司最早的员工之一，负责1984年推出的麥金塔计算机产品线的市场营销。在推广工作中，他将麦金塔宣传为“苹果传播者”，从总体上提出了传播者营销和技术传播者（或称平台传播者）的理念，普及了“传播者”这一概念。
2015年3月到2016年12月担任维基百科非盈利运营实体维基媒体基金会的董事会成员。
川崎曾撰写多本著作，包括《麦金塔之道》（1990）、《创业的艺术》（2004）和《Wise Guy》（2019）。

## 早年
盖伊·川崎生于夏威夷州檀香山，父亲为杜克·武·川崎（2015年卒），母亲为川崎爱子（Aiko Kawasaki）。全家人住在檀香山城外的卡利希谷。杜克曾当过消防员、房地产经纪、州参议员和公务员，爱子则是家庭主妇。1972年，川崎从伊奥拉尼書院毕业。
1976年，川崎凭心理学文学士学位从斯坦福大学毕业，之后负笈至加利福尼亞大學戴維斯分校法学院，但由于不适应法律课程，仅上了一个星期的课便辍学。1977年，他就读于加利福尼亚大学洛杉矶分校安德森管理学院，获工商管理硕士。在管理学院期间，川崎还供职于珠宝公司新型造型（Nova Stylings）。他观察到：“珠宝行业非常非常艰难，比计算机行业还要艰难......我学到非常有价值的一堂课：如何销售。”

## 生涯
1983年，川崎在斯坦福室友迈克·伯奇的引荐下加入苹果公司，接下来四年内担任苹果的首席传播官。2006年接受“企业之声”（Venture Voice）播客采访时，川崎透露：“我离开的主要原因是我开始听自己的一番炒作，便产生了要开一家软件公司真正赚大钱的念头。”1987年，他出任法国ACI美国分公司ACIUS的主管，该公司曾为苹果发布了数据库软件系统第4维。
1989年，川崎离开ACIUS，开始写作和演讲事业。1990年代早期，他担任《福布斯》和《MacUser》杂志的专栏作家。他还成立了Fog City Software公司，创造了Claris的邮件客户端Emailer。1990年代，盖伊·川崎冠名的《盖伊实用软件集》（Guy's Utilities for Macintosh）由After Hours Software发布。PowerBook版的工具集被戈登·尤班克斯买下，随后被赛门铁克以《诺顿PowerBook必备软件》（The Norton Essentials for PowerBook）的名义重新推出。
1995年，川崎重返苹果。1998年担任风险投资公司车库技术投资（Garage Technology Ventures），投资了Pandora电台、Tripwire、The Motley Fool和D.light Design。2007年成立了自由流动流言传播网站Truemors，之后将其卖给了NowPublic。另外还创办了杂志网站Alltop。
2013年3月，川崎加入Google，担任摩托罗拉顾问，打造Google+移动版。
2014年4月，川崎担任免费平面设计网站Canva首席传播官。
2015年3月24日，川崎加入维基媒体基金会董事会，2016年12月卸任。
2017年4月25日，WikiTribune提名川崎为顾问。
2019年2月26日，企鹅出版集团发行回忆录《Wise Guy》，是川崎迄今为止最个人化的著作。

## 个人生活
川崎与妻子贝斯（Beth）育有四子，其中有两个是他们从危地马拉收养的一对兄妹。

## 著作
- 《The Macintosh Way（英语：The Macintosh Way）》 （1990）ISBN 0-06-097338-2.
- 《Database 101》 （1991）ISBN 0-938151-52-5.
- 《Selling the Dream》 （1992）ISBN 0-88730-600-4.
- 《The Computer Curmudgeon》 （1993）ISBN 1-56830-013-1.
- 《Hindsights》 （1995）ISBN 0-446-67115-0.
- 《How to Drive Your Competition Crazy》 （1995）ISBN 0-7868-6124-X.
  - 中文版《胜算》（2006）ISBN 978-7807241652.
- 《Rules for Revolutionaries》 （2000）ISBN 0-88730-995-X.
- 《The Art of the Start》 （2004）ISBN 1-59184-056-2.
  - 中文版《创业的艺术》（2006）ISBN 978-7-8017051-5-0.
- 《Reality Check》 （2008）ISBN 1-59184-223-9.
  - 中文版《创业的现实》（2010）ISBN 978-7508624891.
- 《Enchantment: The Art of Changing Hearts, Minds, and Actions》. （2011）Portfolio Penguin（英语：Portfolio Penguin），伦敦. ISBN 1-59184-379-0.
- 《What the Plus! Google+ for the rest of us》 （2012，仅Amazon Kindle、iBooks和Google Play发行）
- 《APE: Author, Publisher, Entrepreneur—How to Publish a Book》 （2013）（Guy Kawasaki; Shawn Welch）Nononina Press ISBN 978-0-9885231-0-4.
- 《The Art of Social Media: Power Tips for Power Users》 （2015）（Guy Kawasaki; Peg Fitzpatrick）ISBN 978-0241199473.
  - 中文版《玩转社交媒体：苹果前首席宣传官谈新媒体营销秘诀》（2017）ISBN 978-7505741386.
- 《The Art of the Start 2.0: The Time-Tested, Battle-Hardened Guide for Anyone Starting Anything》 （2015）Portfolio（英语：Portfolio (publisher)） ISBN 978-1591847847.
  - 中文版《创业的艺术2.0》（2016）ISBN 978-7121297588.
- 《Wise Guy》 （2019）企鹅出版集团 ISBN 978-0525538615.